# Fossilworks
Fossilworks es un portal web que proporciona herramientas de consulta, análisis y descarga de datos con el objetivo de facilitar el acceso a la Paleobiology Database, una base de datos en línea que se construye regularmente gracias a los aportes de cientos de paleontólogos del mundo entero.

## Historia
Fossilworks fue creado en 2013 por John Alroy y está hospedado por la Universidad de Macquarie. El sitio web incluye numerosas herramientas de visualización y de análisis que toman su fuente en la Paleobiology Database.